# Digimon Ghost Game
Digimon Ghost Game (デジモンゴーストゲーム Dejimon Gōsuto Gēmu?), es una serie de televisión de anime japonesa. Es la novena serie de la franquicia Digimon. Se estrenó en Japón el 3 de octubre del 2021 por Fuji TV.

## Sinopsis
En un futuro muy cercano, ha surgido una tecnología innovadora. En las redes sociales circulan rumores sobre fenómenos extraños cuya autenticidad se desconoce, denominados "Hologram Ghosts". Hiro Amanokawa es un estudiante de primer año de secundaria en la Academia Hazakura, quien al activar un misterioso dispositivo dejado por su padre llamado " Digivice ", tiene el efecto de hacer visibles a sus ojos criaturas desconocidas que la gente común, los Digimon , no pueden ver .
Desde el día en que conoció a Gammamon, un travieso Digimon que le confió su padre, Hiro se ve envuelto en varios fenómenos extraños: un hombre con la boca cosida roba el tiempo a los seres humanos, un hombre momia deambula todas las noches y secuestra a los humanos. Los fantasmas del holograma están a nuestro alrededor y nos toman como objetivo. A partir de ahora, aquí está la historia de este otro lado del mundo que nadie conoce. Con sus amigos, Hiro y Gammamon se sumergen en el misterioso mundo donde viven estas criaturas

## Personajes

### Humanos
Hiro Amanokawa (天ノ河 宙 Amanokawa Hiro?)
 Seiyū: Mutsumi Tamura
Hiro es un niño de 13 años que asiste a la Academia Hazakura, él es un chico muy curioso e inquisitivo que nunca rechaza una petición. También es alguien confiable que puede hacer cualquier cosa por su cuenta. Comenzó a interesarse en los Digimon después de conocer a Gammamon, a quien conoció a través de su padre, Hokuto Amanokawa. Debido a su educación, tiende a reprimir su lado infantil mientras se muestra enérgico y se preocupa por los demás. Tiene una cicatriz en la oreja izquierda.
Ruli Tsukiyono (月夜野 瑠璃 Tsukiyono Ruri?)
 Seiyū: Yū Kobayashi
Ruli es una estudiante de primer año de secundaria que asiste a una escuela secundaria y preparatoria solo para niñas. Ella es una amigable niña de 13 años que tiene una popular cuenta de redes sociales relacionada con el ocultismo. Es sociable y tiene muchos amigos. Busca cosas que se ajusten a sus gustos y quiere meter su nariz en todo lo que ella considera interesante. Además, toca el piano, que a Angoramon le gusta escuchar. Aunque es una chica extrovertida que tiene varias habilidades y que puede hacer casi cualquier cosa, en realidad le cuesta encontrar las cosas que considera apropiadas y, por lo tanto, esto hace que se aburra.
Kiyoshirō Higashimitarai (東御手洗 清司郎 Higashimitarai Kiyoshirō?)
 Seiyū: Akira Ishida
Kiyoshiro es un niño genio de 14 años que se graduó en una escuela estadounidense y actualmente asiste a la Academia Hazakura. Le teme a los fantasmas y siempre busca talismanes para alejarlos. Suele hablar de manera condescendiente, pero por otro lado, puede dejar de lado su cobardía cuando la situación lo requiere. Aunque él anhele querer ser fuerte y valiente no puede evitar su devastadora cobardía. Parece tener el síndrome del octavo grado, ya que tiene su mano derecha vendada.

### Digimon
Gammamon (ガンマモン?)
 Seiyū: Miyuki Sawashiro
Gammamon es el compañero de Hiro, es un Digimon Ceratopsiano blanco con pequeñas alas en la espalda, que posee múltiples formas de campeón en las que puede evolucionar. Le gustan mucho comer dulces.
Angoramon (アンゴラモン?)
 Seiyū: Kazuya Nakai
Angoramon es el compañero de Ruli, es un gran Digimon Bestia parecido a un conejo con una personalidad pacifista y paternal, inicialmente siguió a Ruli mientras disfrutaba la interpretación de su piano.
Jellymon (ジェリーモン Jerīmon?)
 Seiyū: Yū Shimamura
Jellymon es la compañera de Kiyoshiro, es una Digimon molusco parecido a una medusa. Ella es muy orgullosa ya que le reitera en varias ocasiones a Kiyoshiyo que use el sufijo sama en ella. Aunque le guste asustar a Kiyoshiro, muy en el fondo lo aprecia y respeta, también lo anima a ser valiente y le gusta llamarlo cariño.

## Episodios
La serie se emite todos los domingos de 9:00AM a 9:30AM (Hora de Japón) por Fuji TV.

## Difusión y distribución
El primer tráiler de la serie se muestra durante el episodio 65 de Digimon Adventure
La serie se estrenó en Fuji TV el 3 de octubre de 2021, y comenzó después de Digimon Adventure: en la misma franja horaria.
Digimon Ghost Game es distribuido simultáneamente por Crunchyroll en Norteamérica, Centroamérica, Sudamérica, Europa, África, Oceanía, etc  con subtítulos en inglés, español, francés, portugués, árabe, italiano, alemán y ruso
El 7 de marzo de 2022, las páginas webs de Toei Animation y Digimon Ghost Game reveló que habían sido afectados por un ataque de piratería informática, la serie producida por el estudio enfrentó aplazamientos a partir del 20 de marzo de 2022